# Норвудски градитељ
„Норвудски градитељ” (енгл. The Adventure of the Norwood Builder) је једна од 56 приповедака о Шерлоку Холмсу које је написао Артур Конан Дојл и друга је прича у збирки кратких прича Повратак Шерлока Холмса. Објављена је у америчком часопису Collier's 31. октобра 1903, као и у британском часопису The Strand Magazine у новембру исте године.

## Радња
Шерлока Холмса и др Вотсона посећује „несрећни Џон Хектор Макфарлан”, млади адвокат из Блекхита који је оптужен за убиство једног од својих клијената, градитеља Џонаса Олдакра. Макфарлан објашњава Холмсу да је Олдакр дошао у његову канцеларију само дан раније и замолио га за помоћ у састављању тестамента. На сопстевно изненађење, Макфарлан је видео да га је Олдакр именовао за јединог наследника, али не може ни да замисли зашто би то учинио. Тај посао одвео је Макфарлана у Олдакрову кућу у Доњем Норвуду, где је морао да прегледа нека документа, након чега се ту наводно догодило убиство. Макфарлан је отишао прилично касно и одсео је у локалној гостионици. Тврди да је следећег јутра у возу прочитао о убиству у новинама. У новинама је сазнао да је полиција издала потерницу за њим.
Докази против младог Макфарлана су прилично осуђујући. Његов штап је пронађен у Олдакровој соби, а пожар је угашен одмах испред у којем је гомила сувог дрвета изгорела до пепела, заједно са мирисом спаљеног меса. Чини се више него вероватним да је Макфарлан починио злочин, посебно пошто је познато да је он био тамо негде у то време. Инспектор Лестрад ликује у очигледном сазнању да је он, за разлику од Холмса, на правом путу. Холмс започиње сопствену истрагу одласком у Блекхит. Ово збуњује Лестрада, који је очекивао да ће он прво отићи у Норвуд. Макфарланова мајка, Холмс сазнаје, једном је била верена за Олдакра годинама раније, али касније није желела ништа да има са тим човеком када је сазнала колико је окрутан: једном приликом је ослободио мачку у уточишту за птице.
Након што је испитао руком писане белешке које је Олдакр дао Макфарлану како би се пренеле на правно прихватљив језик, Холмс сматра да су написане на веома насумичан начин као да писцу није стало до онога што пише. Разлике између читљивог рукописа и неразумљивих жврљотина сугеришу Холмсу да је „тестамент” написан на брзину у возу, при чему је читко писмо представљало заустављања на станицама. Такође, утврђено је да су Олдакрови финансијски послови били помало чудни. Неколико чекова на значајне износе, из непознатих разлога, недавно је послато господину Корнелијусу. Откриће Олдакрових дугмади за панталоне у пепелу од ватре не ослобађа Макфарлана. Холмс се плаши најгорег; „Сви моји инстинкти иду у једном правцу, а све чињенице у другом.” Ипак, Холмс има моћ запажања која сугерише да Олдакрова домаћица намерно крије информације.
Лестрадово ликовање достиже врхунац када се у Олдакровој кући пронађе крвав отисак палца који одговара Макфарлановом палцу. Међутим, Холмс постаје сасвим сигуран да се спрема нешто врло лукаво, јер је само дан раније прегледао тај део куће, а отисак палца тада сасвим сигурно није био тамо. Пошто је Макфарлан био у затвору од хапшења у Улици Бејкер 221б, Холмс закључује да неко покушава да их превари. Холмс подмеће мали пожар у једној просторији куће са мало сламе и каже тројици Лестрадових полицајаца да вичу „Ватра!” Лестрад и Вотсон су прилично запањени оним што се даље дешава: Олдакр излази жив из скривене одаје на крају ходника, где је Холмс закључио да то мора бити мерењем ходника, у покушају бега од ватре. Олдакр је одмах ухваћен.
Откривено је да је Макфарланова оптужба за његово убиство била део осветничке кампање против жене која је годинама раније одбацила Олдакра, младе Макфарланове мајке. Олдакр покушава да представи своје поступке као практичну шалу, али бива приведен, заједно са домаћицом као саучесницом. Холмс олако љути свог ривала што је занемарио Блекхит, где је дошао до кључних информација. Што се тиче господина Корнелијуса, који је примио велики део Олдакровог новца, Холмс закључује да је то вероватно био псеудоним који је користио сам Олдакр, који је водио двоструки живот са коначним циљем да одбаци свој идентитет како би могао да започне нови живот. Банковни рачун „господина Корнелијуса” заплениће Олдакрови повериоци. Олдакр се заклиње на освету Холмсу, који мирно одбацује претње. Холмс напомиње Лестраду да је Олдакрова завера била скоро савршена. Ипак, отишао је корак предалеко тиме што је оставио отисак палца (са воштаног печата који је Макфарлан притиснуо), мислећи да ће то створити још страшније доказе, након што је Холмс већ прегледао просторију у којој је пронађен. „Желео је да побољша оно што је већ било савршено”, каже Холмс, „и тако је све упропастио”.

## Позадина
Дојл је живео у Јужном Норвуду од 1891. до 1894. године, али Норвуд где Олдакр живи је Доњи Норвуд, такође познат као Западни Норвуд. Једина веза између приче и Јужног Норвуда је да Олдакр користи железничку станицу у Јужном Норвуду. Макфарлан проводи ноћ у пабу „The Anerley Arms”, који још увек постоји и који има запуштен горњи спрат (више не прима госте преко ноћи) и променио је управу.
Ово је једна од ретких прича о Холмсу у којима отисак прста даје добар траг о природи проблема. Идеју за репродукцију воштаног отиска палца осмислио је Бертрам Флечер Робинсон (1870–1907), који је такође помогао у настајанку романа Баскервилски пас (1901).
На почетку приче, Вотсон помиње два незабележена случаја која је Холмс истраживао отприлике у исто време када овај:
- „Случај папира бившег председника Муриља”, који је Дојл касније написао под именом „Вистерија лоџ”.
- „Шокантна афера холандског пароброда Фрисланд”, која је лабаво инспирисала епизоду радио-серије Нове авантуре Шерлока Холмса[5] из 1944. и филм из 1945. Пут за Алжир, а у оба остварења је Бејзил Ратбон тумачио улогу Холмса.
- Позивање на професора Моријартија предњачи причи. „Са тачке гледишта стручњака за криминал”, рекао је господин Шерлок Холмс, „Лондон је постао изузетно незанимљив град од смрти покојног ожалошћеног Моријартија”. Моријарти се помиње у две друге приче из 1903. године: „Нестанак десног крила” и „Празна кућа”.

## Историја објављивања
Приповетка је први пут објављена у америчком часопису Collier's 31. октобра 1903, а у британском часопису The Strand Magazine је издата у новембру исте године. Прича је објављена са седам илустрација Фредерика Дора Стила у часопису Collier's и са седам илустрација Сиднеја Паџета у часопису The Strand Magazine. Уврштена је у збирку кратких прича Повратак Шерлока Холмса, која је објављена у САД у фебруару 1905, као и у Великој Британији у марту исте године.

## Адаптације

### Филм и телевизија
Прича је адаптирана као кратки неми филм објављен 1922. године, који је био део филмског серијала у коме је Еје Норвуд глумио Шерлока Холмса. Поред њега су се појавили Хјуберт Виллис као др Вотсон, Сирил Рејмонд као Џон Макфарлан и Теди Арундел као инспектор Хопкинс.
Телевизијска серија Авантуре Шерлока Холмса са Џеремијем Бретом била је верна оригиналној причи са изузецима. У овој адаптацији, Олдакр убија и спаљује скитницу, али у књизи одбија да призна какво је месо спаљено. Затим, госпођа Макфарлан је однедавно удовица, док је у књизи њен супруг жив, али одсутан. Даље, Вотсон уместо Холмса открива плаћања до Корнелијуса. Коначно, Холмс, уместо Лестрада, упозорава Макфарлана да његове речи могу бити употребљене против њега.
У првој епизоди друге сезоне серије Елементарно, Холмс помиње „Норвудског градитеља” као случај на којем су он и Лестрад радили у Лондону.

### Радио и аудио драме
Радио-адаптација ове приче емитована као епизода америчке радио-серије Авантуре Шерлока Холмса. Епизоду је адаптирала Едит Мејзер и емитована је 13. априла 1931, са Ричардом Гордоном као Холмсом и Лијем Ловелом као др Вотсоном.
Мејзерова је такође адаптирала ову причу као епизоду америчке радио-серије Нове авантуре Шерлока Холмса, са Бејзилом Ратбоном као Холмсом и Најџелом Брусом као Вотсоном, која је емитована 17. новембра 1940. године.
Феликс Фелтон је адаптирао причу за станицу BBC Home Service као део радио-серије из 1952–1969, у којој је Карлтон Хобс глумио Холмса и Норман Шели се појавио као Вотсон, са Фелтоном као инспектором Лестрадом и Џоном Тернбулом као Џонасом Олдакром. Ова адаптација је емитована 7. октобра 1954. године.
Прича је адаптирана као епизода под називом „Прича о градитељу из Норвуда” у серији радио-адаптација са Џоном Гилгудом у улози Холмса и Ралфом Ричардсоном као Вотсоном. Епизода је емитована на BBC Light програму 23. новембра 1954. и NBC радију 20. фебруара 1955. године.
Аудио драма заснована на причи објављена је 1971. на једној страни LP плоче, као један од неколико снимака са Робертом Хардијем као Холмсом и Најџелом Стоком као Вотсоном. Драматизовали су је и продуцирали Мајкл Хардвик и Моли Хардвик.
„Норвудски градитељ” је драматизован за BBC Radio 4 током 1993. године од стране Берта Кулса, као део радио-серије из 1989–1998. у којој су глумили Клајв Мерисон као Холмс и Мајкл Вилијамс као Вотсон. Поред њих су се појавили Питер Саллис као Џонас Олдакр, Доналд Џи као инспектор Лестрад и Дејвид Холт као Џон Макфарлан. У овој верзији, због промене става према слави (стеченој на путовању по Тибету током његове „смрти”), Холмс, на почетку, обавештава Вотсона да „више не сме бити прича” али да Вотсон треба да настави да води белешке о својим случајевима и да их складишти за могуће будуће објављивање. Такође, након његовог хапшења, Олдакр открива да је и он веровао да је Холмс мртав.
Прича је 2007. адаптирана као епизода Класичних авантура Шерлока Холмса, серијала у америчкој радио-емисији Imagination Theatre, у којој су глумили Џон Патрик Лоури као Холмс и Лоренс Алберт као Вотсон, са Риком Мејем као Лестрадом.

### Остали медији
Роман Заборављени хероји (1998) из Вишбоунских мистерија упућује на „Норвудског градитеља”.